# Elecciones municipales de Tumbes de 1995
Las elecciones municipales de Tumbes de 1995 se llevaron a cabo el 12 de noviembre de 1995 para elegir al alcalde y al Concejo Provincial de Tumbes para el periodo 1996-1998. La elección se celebró simultáneamente con elecciones municipales en todo el país.

## Sistema electoral
La Municipalidad Provincial de Tumbes es el órgano administrativo y de gobierno de la provincia de Tumbes. Está compuesta por el alcalde y el Concejo Provincial.
La votación del alcalde y el concejo se realiza en base al sufragio universal, que comprende a todos los ciudadanos nacionales mayores de dieciocho años, empadronados y residentes en la provincia de Tumbes y en pleno goce de sus derechos políticos, así como a los ciudadanos no nacionales residentes y empadronados en la provincia de Tumbes.
El Concejo Provincial de Tumbes está compuesto por 19 regidores elegidos por sufragio directo para un período de tres (3) años, en forma conjunta con la elección del alcalde (quien lo preside). La votación es por lista cerrada y bloqueada. Se asigna a la lista ganadora los escaños según el método d'Hondt o la mitad más uno, lo que más le favorezca. Es elegido como alcalde el candidato que ocupe el primer lugar de la lista que haya obtenido la más alta votación.

## Composición del Concejo Provincial de Tumbes
La siguiente tabla muestra la composición del Concejo Provincial de Tumbes antes de las elecciones.
| Partidos | Partidos                                        | Regidores |
| -------- | ----------------------------------------------- | --------- |
|          | Lista Independiente N° 13 Reconstrucción Tumbes | 11        |
|          | Partido Aprista Peruano                         | 4         |
|          | Alianza Nueva Mayoría - Cambio 90               | 3         |
|          | Acción Popular                                  | 1         |

## Partidos y candidatos
A continuación se muestra una lista de los principales partidos y alianzas electorales que participaron en las elecciones:
| Candidatura | Candidatura | Partidos y alianzas                                  | Candidatos | Candidatos                 | Ideología                                | Resultado previo | Resultado previo | Ref. |
| Candidatura | Candidatura | Partidos y alianzas                                  | Candidatos | Candidatos                 | Ideología                                | Votos (%)        | Reg.             | Ref. |
| ----------- | ----------- | ---------------------------------------------------- | ---------- | -------------------------- | ---------------------------------------- | ---------------- | ---------------- | ---- |
|             | AP          | Lista - Acción Popular (AP)                          |            | Sin información disponible | Humanismo Nacionalismo cívico Reformismo | 8.63%            | 1                |      |
|             | IND         | Lista - Lista Independiente N° 3 Cambio y Desarrollo |            | Sin información disponible | Localismo tumbesino                      | Nuevo            | Nuevo            |      |
|             | IND         | Lista - Lista Independiente N° 15 Mayoría Tumbesina  |            | Sin información disponible | Localismo tumbesino                      | Nuevo            | Nuevo            |      |
|             | IND         | Lista - Lista Independiente N° 19 Reconstrucción     |            | Ricardo Flores Dioses      | Localismo tumbesino                      | Nuevo            | Nuevo            |      |
|             | IND         | Lista - Lista Independiente N° 23 Somos Tumbes       |            | Sin información disponible | Localismo tumbesino                      | Nuevo            | Nuevo            |      |
|             | IND         | Lista - Lista Independiente N° 25 Tumbes Unido       |            | Sin información disponible | Localismo tumbesino                      | Nuevo            | Nuevo            |      |

Otros candidatos
| Partidos y alianzas | Partidos y alianzas                                | Candidatos                 |
| ------------------- | -------------------------------------------------- | -------------------------- |
|                     | Lista Independiente N° 5 Tumbes Frontera 96        | Sin información disponible |
|                     | Lista Independiente N° 7 7 de Enero                | Sin información disponible |
|                     | Lista Independiente N° 9 Autonomía Regional        | Sin información disponible |
|                     | Lista Independiente N° 11 Desarrollo y Obras       | Sin información disponible |
|                     | Lista Independiente N° 13 Agrupación de Desarrollo | Sin información disponible |
|                     | Lista Independiente N° 17 F 95                     | Sin información disponible |
|                     | Lista Independiente N° 21 Unión por el Pueblo      | Sin información disponible |
|                     | Lista Independiente N° 27 Andino 2000              | Sin información disponible |
|                     | Lista Independiente N° 29 Tumbes Paz y Vida        | Sin información disponible |

## Resultados

### Sumario general
|                        |                                                    |              |              |              |           |           |
| Partidos y coaliciones | Partidos y coaliciones                             | Voto popular | Voto popular | Voto popular | Regidores | Regidores |
| Partidos y coaliciones | Partidos y coaliciones                             | Votos        | %            | ±pp          | Total     | +/−       |
|                        | Lista Independiente N° 19 Reconstrucción           | 9,784        | 29.24        | n/a          | 10        | +10       |
|                        | Lista Independiente N° 15 Mayoría Tumbesina        | 6,372        | 19.04        | n/a          | 3         | +3        |
|                        | Lista Independiente N° 23 Somos Tumbes             | 5,554        | 16.60        | n/a          | 3         | +3        |
|                        | Lista Independiente N° 25 Tumbes Unido             | 3,580        | 10.70        | n/a          | 2         | +2        |
|                        | Lista Independiente N° 3 Cambio y Desarrollo       | 2,210        | 6.61         | n/a          | 1         | +1        |
|                        | Lista Independiente N° 29 Tumbes Paz y Vida        | 1,617        | 4.83         | n/a          | 0         | ±0        |
|                        | Lista Independiente N° 17 F 95                     | 944          | 2.82         | n/a          | 0         | ±0        |
|                        | Lista Independiente N° 21 Unión por el Pueblo      | 683          | 2.04         | n/a          | 0         | ±0        |
|                        | Acción Popular (AP)                                | 654          | 1.95         | –6.68        | 0         | –1        |
|                        | Lista Independiente N° 13 Agrupación de Desarrollo | 593          | 1.77         | n/a          | 0         | ±0        |
|                        | Lista Independiente N° 9 Autonomía Regional        | 475          | 1.42         | n/a          | 0         | ±0        |
|                        | Lista Independiente N° 27 Andino 2000              | 323          | 0.97         | n/a          | 0         | ±0        |
|                        | Lista Independiente N° 7 7 de Enero                | 283          | 0.85         | n/a          | 0         | ±0        |
|                        | Lista Independiente N° 5 Tumbes Frontera 96        | 273          | 0.82         | n/a          | 0         | ±0        |
|                        | Lista Independiente N° 11 Desarrollo y Obras       | 113          | 0.34         | n/a          | 0         | ±0        |
|                        |                                                    |              |              |              |           |           |
| Total                  | Total                                              | 33,458       |              |              | 19        | ±0        |
|                        |                                                    |              |              |              |           |           |
| Votos válidos          | Votos válidos                                      | 33,458       | 84.20        | –1.97        |           |           |
| Votos en blanco        | Votos en blanco                                    | 3,016        | 7.59         | +5.06        |           |           |
| Votos nulos            | Votos nulos                                        | 3,260        | 8.20         | –3.09        |           |           |
| Votos emitidos         | Votos emitidos                                     | 39,734       | 76.40        | –2.11        |           |           |
| Abstenciones           | Abstenciones                                       | 12,276       | 23.60        | +2.11        |           |           |
| Votantes registrados   | Votantes registrados                               | 52,010       |              |              |           |           |
|                        |                                                    |              |              |              |           |           |
| Fuente:                |                                                    |              |              |              |           |           |

## Elecciones municipales distritales

### Resultados por distrito
La siguiente tabla enumera el control de los distritos de la provincia de Tumbes. El cambio de mando de una organización política se resalta del color de ese partido.
| Distrito              | Alcalde(sa) titular        | Partido político | Partido político        | Alcalde(sa) electo(a) | Partido político | Partido político          |
| --------------------- | -------------------------- | ---------------- | ----------------------- | --------------------- | ---------------- | ------------------------- |
| Corrales              | Javier Véliz Saavedra      |                  | Partido Aprista Peruano | Javier Véliz Saavedra |                  | Lista Independiente N° 57 |
| La Cruz               | Jorge García Franco        |                  | Acción Popular          | Óscar Hernández Gómez |                  | Lista Independiente N° 3  |
| Pampas de Hospital    | José Ramírez Infantes      |                  | Frente Único Vecinal    | Víctor Feijóo Zapata  |                  | Lista Independiente N° 45 |
| San Jacinto           | Cristóbal Clavijo Sandoval |                  | Partido Aprista Peruano | Hilario Ramírez Peña  |                  | Lista Independiente N° 3  |
| San Juan de la Virgen | Ángel Casariego Panta      |                  | Acción Popular          | Segundo Agurto Morán  |                  | Lista Independiente N° 51 |